# Seán Óg Ó hAilpín
Seán Óg Ó hAilpín (né le 22 juillet 1977 à Rotuma aux Fidji) est un joueur de hurling irlandais. Il joue pour le club de Na Piarsaigh GAA et est sélectionné pour le Comté de Cork depuis 1996. Ó hAilpín a été le capitaine de l’équipe de Cork lors de la conquête du titre dans le All-Ireland 2005. Il est considéré comme un des visages les plus connus du sport à Cork et en Irlande tout entière.
Seán Óg Ó hAilpín est né sur l’île de Rotuma, à 400 km au nord de l’île principale des Fidji. Il est l’ainé des six enfants de Seán Ó hAilpín, un irlandais natif du Comté de Fermanagh et de sa femme Emily, une habitante de Rotuma. Il est le seul de la fratrie à être né sur l’île de la famille de sa mère.
 
La famille Ó hAilpín déménage vers l’Australie alors qu’il n'a que trois ans. Dès sa plus jeune enfance, il est initié aux sports à Sydney, en particulier au rugby à XIII. En 1988 la famille retourne en Irlande et s’installe à Cork puis à Blarney. C’est là qu’il découvre les sports gaéliques. Il gagne avec son école le championnat provincial (la Coupe du Dr. Harty) en 1994 ce qui lui permet de faire partie de l’équipe victorieuse du All-Ireland au niveau scolaire la même année. Étudiant il fait ensuite des études à université de la ville de Dublin. Il travaille pour Ulster Bank à Cork.
Ó hAilpín a gagné 3 titres de champions du Munster avec Cork, une National League et une Railway Cup. Au football gaélique aussi, sa carrière est pleine de trophées avec un championnat du Munster et une National League.
À titre individuel, Ó hAilpín a été élu trois fois dans l'équipe de l'année (All-Star 2003, 2004 et 2005). En 2005 il a de plus été nommé meilleur joueur de hurling de l’année.
La même année,  il a aussi été élu sportif irlandais de l’année.